# Gabriel Popescu
Pour les articles homonymes, voir Popescu.
 (juillet 2008).
Si vous disposez d'ouvrages ou d'articles de référence ou si vous connaissez des sites web de qualité traitant du thème abordé ici, merci de compléter l'article en donnant les références utiles à sa vérifiabilité et en les liant à la section « Notes et références ».
Gabriel Popescu est un footballeur roumain né le 25 décembre 1973 à Craiova.

## Sélections
- 14 sélections et 1 but avec l'équipe de Roumanie entre 1996 et 1998.

## Palmarès en clubs

### Universitatea Craiova
- Vice-Champion de Roumanie en 1995

### Valence
- Vainqueur de la Coupe d'Espagne en 1999
- Vainqueur de la Coupe Intertoto en 1998

### Dinamo Bucarest
- Champion de Roumanie en 2000
- Vainqueur de la Coupe de Roumanie en 2000

### Național Bucarest
- Vice-Champion de Roumanie en 2002

### Suwon Samsung Bluewings
- Champion de Corée du Sud en 2004
- Vainqueur de la Coupe de Corée du Sud en 2002
- Vainqueur de la Supercoupe d'Asie en 2002

### JEF United Ichihara
- Vainqueur de la Coupe de la Ligue japonaise en 2005